# Стрекозов, Владимир Георгиевич
Владимир Георгиевич Стрекозов (12 мая 1940, Миллерово, Ростовская область, РСФСР, СССР — 26 октября 2017, Москва, Россия) — российский юрист, судья. С 2002 по 2008 год — Заместитель председателя Конституционного суда Российской Федерации. с 1994 по 2010 год — судья Конституционного суда Российской Федерации.	Заслуженный юрист Российской Федерации.

## Биография
Родился 12 мая 1940 года в Миллерово Ростовской области. С 1957 по 1958 работал рабочим узла связи. В 1970 окончил военно-юридический факультет Военно-политической академии. В 1973 защитил кандидатскую диссертацию по проблемам конституционных обязанностей граждан, в 1982 — докторскую диссертацию. Генерал-майор юстиции. Доктор юридических наук, профессор. Женат. Имеет сына.
6 декабря 1994 на заседании Совета Федерации избран судьёй Конституционного суда Российской Федерации. 23 апреля 2002 года избран заместителем председателя Конституционного суда. Переизбран 25 апреля 2005 года.
Автор около 100 научных работ. Автор учебника для вузов «Советское государственное право» и учебника «Конституционное право России».
C 6 июля 2010 года — судья Конституционного Суда России в отставке.
Умер в 2017 году. Похоронен на Троекуровском кладбище.

## Награды и звания
- Заслуженный юрист Российской Федерации;
- Орден «За заслуги перед Отечеством» IV степени (2010)[5][6];
- Почётная грамота Совета Федерации (2010)[7];
- Наградной знак Совета судей Российской Федерации «За служение правосудию»[8].